# 地球の歩き方
地球の歩き方（ちきゅうのあるきかた）は旅行ガイドブック。株式会社地球の歩き方が発行し、Gakken（旧：学研プラス）が販売している。1979年の創刊以来、世界各地を紹介する旅行ガイドブックが計100タイトル以上も販売されている。創刊時から2020年12月末まではダイヤモンド・ビッグ社が発行しダイヤモンド社が発売していたが、2021年1月より、教育・教養出版社の学研グループに事業譲渡された。

## 沿革
1979年に「ヨーロッパ」編と「アメリカ」編の2冊により創刊された。それまでの旅行ガイドブックは現地の観光スポットの紹介を中心に構成されていたのに対して、個人旅行者の利用を念頭に、現地での移動や滞在など「手段」のガイドを中心に据えた構成であった。1981年に「インド」編を刊行、以降、主に若年の個人旅行者（特にバックパッカー）をターゲットとし、バックパッカーを中心とした読者からの生の声を、そのまま掲載するコーナーなどに特徴があった。一方で真偽不明の怪情報も少なからず記載されていたことから、かつては「地球の迷い方」と揶揄されていたという。
1980年代から、個人の海外旅行者にとっての有力な情報源の一つとして利用されてきたが、2000年代以降、交通手段や現地の宿泊施設・レストランなどに関する情報が、インターネットやスマートフォンを通じて随時入手できるようになったことから、情報量の面での利点は薄れている。また、若年者の海外旅行離れやバックパッカーの減少を受け、富裕層の中高年を意識した内容へと変化し、宿泊施設の紹介においては、高級ホテルから中級ホテルをメインに記載されるようになっている。
旅行目的の多様化を受けて、通常のガイドブックに加えて、「ポケット」「リゾート」「地球の暮らし方」などの派生シリーズが展開されている。元来海外旅行用のシリーズであったことから、通常のガイドブックでは長らく「日本」編は発刊されていなかったが、派生シリーズでは「日本の観光地」も取り上げられている。
読者からの投稿を募った上で、最新の情報を反映した更新版を随時発刊している。毎年更新版が発刊される地域と、数年の間隔が置かれる地域（日本人旅行者の比較的少ない地域など）があり、更新間隔は国家・地域によって差がある。
日本語の旅行ガイドブックであることから、多言語に訳されている旅行ガイドブックであるロンリープラネットに比べて、多色刷りで地図や写真が多く、日本人旅行者の多い地域が刊行の中心となっている。
なお、風俗街に関係する地域や場所に関する記述は、意図的に掲載を退けられており、記述さえ載っていない。
地図の表記は、日本国外務省の見解に沿った内容となっており、中華民国（台湾）と中華人民共和国は「別の色」で塗り分けられているが、中華人民共和国が「一つの中国」を堅持している事が原因で、中華人民共和国に本書を持ち込み、入国審査時に見つかった場合、別室に連れて行かれたり、本書を没収されることがあるといい、中華人民共和国を扱った本ガイドブックには、この事が「注意事項」として記載されている。
2019年末からの新型コロナウイルス感染症の世界的流行の影響で旅行者が激減し、さらに取材も行えなかったため売上が9割減となるなど危機的な状況を迎えた。しかし、2020年東京オリンピック・2020年東京パラリンピックの開催を踏まえて企画していた、『世界244の国と地域』など世界各地の雑学を紹介する「地球の歩き方 旅の図鑑シリーズ」（青版）が大ヒットとなった。また、同時期に発売されたシリーズ初の国内版『東京』も好評を博し、『東京 多摩地域』などさらなる展開を見せている。更に2022年に『ムー』とコラボレーションした『地球の歩き方 ムー 異世界の歩き方』は12万部を売り上げた。2022年には人気漫画『ジョジョの奇妙な冒険』とタイアップした『地球の歩き方 JOJO ジョジョの奇妙な冒険』、札幌テレビの『どさんこワイド』とタイアップした『北海道』が出版されている。

## 発行企業について
旧発行企業である株式会社ダイヤモンド・ビッグ社は、ダイヤモンド社から分離する形で1969年9月に設立され、当初は就職情報の出版事業を展開していた。「地球の歩き方」を発行以降は同書を中心とした旅行関連書籍の発行を中心に、訪日外国人向け情報メディア「GOOD LUCK TRIP」も展開している。
2020年11月16日、ダイヤモンド・ビッグ社による出版事業・インバウンド事業を学研グループに譲渡すると発表した。新型コロナウイルスの世界的流行により海外旅行関連の事業環境が変化したことが影響しており、事業の維持を目的として事業譲渡が決定した物である。2020年12月1日に学研プラス（現・Gakken）の子会社として株式会社地球の歩き方を設立、2021年1月1日付で事業譲渡を行い、以降は地球の歩き方・発行、学研プラス・発売となった。
ダイヤモンド・ビッグ社は2023年3月31日に解散を決議。同年5月19日に東京地方裁判所から特別清算開始決定を受けた。

## ガイドブック一覧
ガイドブック一覧の詳細は こちら。
最新版は2024年-2025年版だが、最新版が発刊されていないものも含む(日本版では一部「永久保存版」とされているものもある)。帯には地域ごとに（A（青緑）：ヨーロッパ、B（赤）：南北アメリカ、C（青）：太平洋／インド洋の島々&オセアニア、D（紫）：アジア、E（茶色）：中近東／アフリカ、J（ピンク）：日本）と、「A06 - フランス」のようにタイトル番号や色が割り振られている。
| No. | 番号 | タイトル                                      | 最新版発行月 | 次回予定・詳細等                                |
| --- | ---- | --------------------------------------------- | ------------ | ----------------------------------------------- |
| 1   | A01  | ヨーロッパ                                    | 2020年3月    |                                                 |
| 2   | A02  | 【国】イギリス                                | 2023年10月   |                                                 |
| 3   | A03  | ［都市］ロンドン                              | 2023年3月    |                                                 |
| 4   | A04  | （地域）湖水地方＆スコットランド              | 2020年8月    |                                                 |
| 5   | A05  | 【国】アイルランド                            | 2019年6月    | ※2024年3月                                      |
| 6   | A06  | 【国】フランス                                | 2023年7月    |                                                 |
| 7   | A07  | ［都市］パリ＆近郊の町                        | 2022年12月   |                                                 |
| 8   | A08  | （地域）南仏 プロヴァンス                     | 2020年3月    | コート・ダジュール＆モナコ                      |
| 9   | A09  | 【国】イタリア                                | 2019年12月   | ※2024年4月                                      |
| 10  | A10  | ［都市］ローマ                                | 2018年4月    |                                                 |
| 11  | A11  | ［都市］ミラノ、ヴェネツィア                  | 2019年3月    | 湖水地方                                        |
| 12  | A12  | ［都市］フィレンツェとトスカーナ              | 2019年6月    |                                                 |
| 13  | A13  | （地域）南イタリアとシチリア                  | 2020年4月    |                                                 |
| 14  | A14  | 【国】ドイツ                                  | 2022年10月   |                                                 |
| 15  | A15  | （地域）南ドイツ フランクフルト ミュンヘン    | 2023年10月   | ロマンティック街道 古城街道                     |
| 16  | A16  | ［都市］ベルリンと北ドイツ                    | 2020年3月    | ハンブルク・ドレスデン・ライプツィヒ            |
| 17  | A17  | 【国】ウィーンとオーストリア                  | 2023年3月    |                                                 |
| 18  | A18  | 【国】スイス                                  | 2023年6月    |                                                 |
| 19  | A19  | 【国】オランダ ベルギー ルクセンブルク        | 2020年8月    | ※2024年2月                                      |
| 20  | A20  | 【国】スペイン                                | 2023年7月    |                                                 |
| 21  | A21  | ［都市］マドリードとアンダルシア 世界遺産     | 2019年2月    | 鉄道とバスで行く世界遺産                        |
| 22  | A22  | ［都市］バルセロナ＆近郊の町                  | 2020年2月    | イビサ島・マヨルカ島                            |
| 23  | A23  | 【国】ポルトガル                              | 2019年7月    | ※2023年12月                                     |
| 24  | A24  | 【国】ギリシア                                | 2018年10月   | エーゲ海の島々＆キプロス                        |
| 25  | A25  | （地域）中欧                                  | 2019年1月    |                                                 |
| 26  | A26  | 【国】チェコ ポーランド スロヴァキア          | 2020年5月    |                                                 |
| 27  | A27  | 【国】ハンガリー                              | 2019年2月    |                                                 |
| 28  | A28  | 【国】ブルガリア ルーマニア                   | 2019年3月    |                                                 |
| 29  | A29  | （地域）北欧                                  | 2020年8月    | デンマーク ノルウェー スウェーデン フィンランド |
| 30  | A30  | バルトの国々                                  | 2019年5月    | エストニア ラトヴィア リトアニア                |
| 31  | A31  | 【国】ロシア                                  | 2020年7月    |                                                 |
| 32  | A32  | 極東ロシア シベリア サハリン                  | 2019年3月    |                                                 |
| 33  | A34  | 【国】クロアチア スロヴェニア                 | 2019年3月    | ※2023年11月                                     |
| 34  | B01  | 【国】アメリカ                                | 2018年12月   |                                                 |
| 35  | B02  | （地域）アメリカ西海岸                        | 2019年11月   | ※2024年4月                                      |
| 36  | B03  | ［都市］ロスアンゼルス                        | 2023年3月    |                                                 |
| 37  | B04  | ［都市］サンフランシスコ                      | 2019年7月    | シリコンバレー                                  |
| 38  | B05  | ［都市］シアトル ポートランド                 | 2023年10月   | ワシントン州とオレゴン州の大自然                |
| 39  | B06  | ［都市］ニューヨーク                          | 2022年8月    | ※2024年2月／マンハッタン＆ブルックリン          |
| 40  | B07  | ［都市］ボストン                              | 2020年1月    |                                                 |
| 41  | B08  | ［都市］ワシントンDC                          | 2023年5月    |                                                 |
| 42  | B09  | ［都市］ラスベガス                            | 2023年3月    |                                                 |
| 43  | B10  | （地域）フロリダ                              | 2023年8月    |                                                 |
| 44  | B11  | ［都市］シカゴ                                | 2020年4月    |                                                 |
| 45  | B12  | （地域）アメリカ南部                          | 2019年4月    |                                                 |
| 46  | B13  | （地域）アメリカの国立公園                    | 2019年6月    | ※2023年12月                                     |
| 47  | B14  | ［都市］ダラス ヒューストン デンバー          | 2020年1月    |                                                 |
| 48  | B15  | （地域）アラスカ                              | 2018年12月   |                                                 |
| 49  | B16  | 【国】カナダ                                  | 2023年10月   |                                                 |
| 50  | B17  | （地域）カナダ西部                            | 2023年4月    |                                                 |
| 51  | B18  | （地域）カナダ東部                            | 2023年1月    | ナイアガラとメープル街道の街                    |
| 52  | B19  | 【国】メキシコ                                | 2018年9月    |                                                 |
| 53  | B20  | （地域）中米                                  | 2017年9月    |                                                 |
| 54  | B21  | 【国】ブラジル ベネズエラ                     | 2018年3月    |                                                 |
| 55  | B22  | 【国】アルゼンチン チリ パラグアイ ウルグアイ | 2020年3月    |                                                 |
| 56  | B23  | 【国】ペルー ボリビア エクアドル コロンビア   | 2019年12月   |                                                 |
| 57  | B24  | 【国】キューバ バハマ ジャマイカ              | 2018年9月    | カリブの島々                                    |
| 58  | B25  | （地域）アメリカ・ドライブ                    | 2019年11月   |                                                 |
| 59  | C01  | （地域）ハワイ オアフ島＆ホノルル             | 2022年8月    | ※2023年11月                                     |
| 60  | C02  | （地域）ハワイ島                              | 2023年6月    |                                                 |
| 61  | C03  | （地域）サイパン ロタ＆テニアン               | 2017年12月   |                                                 |
| 62  | C04  | （地域）グアム                                | 2022年12月   |                                                 |
| 63  | C05  | （地域）タヒチ イースター島                   | 2019年3月    |                                                 |
| 64  | C06  | 【国】フィジー                                | 2018年6月    |                                                 |
| 65  | C07  | （地域）ニューカレドニア                      | 2020年8月    |                                                 |
| 66  | C08  | 【国】モルディブ                              | 2019年9月    |                                                 |
| 67  | C10  | 【国】ニュージーランド                        | 2023年6月    |                                                 |
| 68  | C11  | 【国】オーストラリア                          | 2022年9月    | ※2024年4月                                      |
| 69  | C12  | （地域）ゴールドコースト＆ケアンズ            | 2023年8月    |                                                 |
| 70  | C13  | ［都市］シドニー&メルボルン                   | 2019年5月    |                                                 |
| 71  | D01  | 【国】中国                                    | 2018年10月   |                                                 |
| 72  | D02  | ［都市］上海 杭州 蘇州                        | 2019年7月    |                                                 |
| 73  | D03  | ［都市］北京                                  | 2019年2月    |                                                 |
| 74  | D04  | ［都市］大連 瀋陽 ハルビン                    | 2018年11月   |                                                 |
| 75  | D05  | ［都市］広州 アモイ 桂林                      | 2019年2月    |                                                 |
| 76  | D06  | ［都市］成都 重慶 九寨溝 麗江                 | 2019年10月   |                                                 |
| 77  | D07  | ［都市］西安 敦煌 ウルムチ                    | 2019年11月   |                                                 |
| 78  | D08  | （地域）チベット                              | 2018年6月    |                                                 |
| 79  | D09  | ［都市］香港 マカオ 深圳                      | 2019年6月    | ※2023年11月                                     |
| 80  | D10  | （地域）台湾                                  | 2023年6月    |                                                 |
| 81  | D11  | （地域）台北                                  | 2023年10月   |                                                 |
| 82  | D13  | （地域）台南 高雄 屏東＆南台湾の町            | 2019年1月    | ※2024年3月                                      |
| 83  | D14  | 【国】モンゴル                                | 2020年3月    | ※2024年3月                                      |
| 84  | D15  | （地域）中央アジア                            | 2019年6月    | サマルカンドとシルクロード                      |
| 85  | D16  | （地域）東南アジア                            | 2020年3月    |                                                 |
| 86  | D17  | 【国】タイ                                    | 2023年6月    |                                                 |
| 87  | D18  | ［都市］バンコク                              | 2022年12月   | ※2024年3月                                      |
| 88  | D19  | 【国】マレーシア ブルネイ                     | 2023年2月    |                                                 |
| 89  | D20  | 【国】シンガポール                            | 2023年3月    |                                                 |
| 90  | D21  | 【国】ベトナム                                | 2022年12月   |                                                 |
| 91  | D22  | （地域）アンコール・ワット                    | 2023年7月    | 【国】カンボジア                                |
| 92  | D23  | 【国】ラオス                                  | 2023年10月   |                                                 |
| 93  | D24  | 【国】ミャンマー                              | 2020年3月    |                                                 |
| 94  | D25  | 【国】インドネシア                            | 2020年1月    | ※2024年3月                                      |
| 95  | D26  | （地域）バリ島                                | 2023年10月   |                                                 |
| 96  | D27  | 【国】フィリピン                              | 2023年10月   |                                                 |
| 97  | D28  | 【国】インド                                  | 2023年7月    |                                                 |
| 98  | D29  | 【国】ネパールとヒマラヤトラッキング          | 2020年8月    |                                                 |
| 99  | D30  | 【国】スリランカ                              | 2019年10月   |                                                 |
| 100 | D31  | 【国】ブータン                                | 2018年3月    |                                                 |
| 101 | D32  | 【国】パキスタン                              | 2007年7月    |                                                 |
| 102 | D33  | ［都市］マカオ                                | 2018年4月    |                                                 |
| 103 | D34  | ［都市］釜山 慶州                             | 2017年3月    |                                                 |
| 104 | D35  | 【国】バングラデシュ                          | 2014年10月   |                                                 |
| 105 | D36  | （地域）南インド                              | 2016年3月    | アーユルヴェーダの本場                          |
| 106 | D37  | 【国】韓国                                    | 2023年3月    |                                                 |
| 107 | D38  | ［都市］ソウル                                | 2023年4月    |                                                 |
| 108 | E01  | ［都市］ドバイとアラビア半島の国々            | 2020年2月    |                                                 |
| 109 | E02  | 【国】エジプト                                | 2020年8月    | ※2024年6月                                      |
| 110 | E03  | ［都市］イスタンブールとトルコの大地          | 2019年8月    |                                                 |
| 111 | E04  | ペトラ遺跡とヨルダン レバノン                 | 2019年2月    |                                                 |
| 112 | E05  | 【国】イスラエル                              | 2018年10月   |                                                 |
| 113 | E06  | 【国】イラン                                  | 2016年12月   | 遺跡を訪ね、街歩きを楽しむ                      |
| 114 | E07  | 【国】モロッコ                                | 2019年7月    |                                                 |
| 115 | E08  | 【国】チュニジア                              | 2019年10月   |                                                 |
| 116 | E09  | （地域）東アフリカ                            | 2016年7月    | ウガンダ／エチオピア／ケニア／タンザニア        |
| 117 | E10  | 【国】南アフリカ                              | 2020年3月    |                                                 |
| 118 | E11  | 【国】リビア                                  | 2010年4月    |                                                 |
| 119 | E12  | 【国】マダガスカル                            | 2019年10月   |                                                 |
| 120 | J00  | 日本                                          | 2022年9月    |                                                 |
| 121 | J01  | 東京23区                                      | 2023年7月    |                                                 |
| 122 | J02  | 東京多摩地域                                  | 2022年3月    | 高尾・御岳・奥多摩 全30市町村を完全網羅         |
| 123 | J03  | 京都                                          | 2022年3月    |                                                 |
| 124 | J04  | 沖縄                                          | 2022年5月    | 本島周辺の島々・八重山諸島・宮古諸島            |
| 125 | J05  | 北海道                                        | 2022年6月    |                                                 |
| 126 | J06  | 神奈川                                        | 2024年3月    |                                                 |
| 127 | J07  | 埼玉                                          | 2023年3月    |                                                 |
| 128 | J08  | 千葉                                          | 2022年12月   |                                                 |
| 129 | J09  | 札幌・小樽                                    | 2023年7月    | 札幌10区・北広島・登別・余市・ニセコ・積丹      |
| 130 | J10  | 愛知                                          | 2023年8月    |                                                 |
| 131 | J11  | 世田谷区                                      | 2024年2月    |                                                 |
| 132 | J12  | 四国                                          | 2023年11月   |                                                 |
| 133 | J13  | 北九州市                                      | 2024年2月    |                                                 |
| 134 | J14  | 東京の島々                                    | 2024年3月    |                                                 |
| 135 | J15  | 広島                                          | 2024年7月    |                                                 |
| 136 | J16  | 横浜市                                        | 2024年8月    |                                                 |
| 137 | J17  | 群馬                                          | 2024年10月   |                                                 |
| 138 | J18  | 茨城                                          | 2024年10月   |                                                 |
| 139 | J19  | 栃木                                          | 2024年10月   |                                                 |
| 140 | J20  | 大阪                                          | 2025年1月    |                                                 |
| 141 | J21  | みちのく 福島 宮城 岩手 青森                  | 2025年2月    |                                                 |
| 142 | J22  | 徳島                                          | 2025年3月    |                                                 |
| 143 | J23  | 信州                                          | 2025年4月    |                                                 |
| 144 | J24  | 静岡                                          | 2025年8月    |                                                 |
| 145 | J25  | 兵庫                                          | 2025年8月    |                                                 |
| 146 | J26  | 杉並区                                        | 2025年8月    |                                                 |

- 「ヨーロッパ」ロンドン、リヴァプール、エディンバラ、パリ、ストラスブール、ニース、ブリュッセル、アムステルダム、ベルリン、ミュンヘン、フランクフルト、ウィーン、インターラーケン、ツェルマット、プラハ、ドゥブロヴニク、スプリット、ザクレブ、アテネ、ローマ、フィレンツェ、ヴェネツィア、ナポリ、マドリッド、バルセロナ、グラナダ、リスボン、ヘルシンキ、コペンハーゲン、ベルゲン
- Ｂ０２ アメリカ西海岸 ロスアンゼルス サンディエゴ サンフランシスコ ラスベガス シアトル ポートランド
- 東南アジア：タイ、マレーシア、シンガポール、ベトナム、ラオス、カンボジア
- 中欧：チェコ、ポーランド、スロヴァキア、ハンガリー、スロヴェニア、クロアチア、  ボスニア・ヘルツェゴヴィナ、セルビア、モンテネグロ、マケドニア、アルバニア、コソヴォ、  ルーマニア、ブルガリア、オーストリア
- 中米：グアテマラ、コスタリカ、ベリーズ、エルサルバドル、ホンジュラス、ニカラグア、パナマ
- キューバ・バハマ・ジャマイカ&カリブ海の島々：ドミニカ共和国、ケイマン諸島、プエルト・リコ、 ヴァージン諸島、セント・マーティン、アンティグア・バーブーダ、マルティニーク、バルバドス、 トリニダード・トバゴ、アルバ、キュラソー
- ハワイII マウイ島・ハワイ島・カウアイ島・モロカイ島・ラナイ島
- 東京の島々 伊豆大島・利島・新島・式根島・神津島・三宅島・御蔵島・八丈島・青ヶ島・小笠原-父島・母島-

## 他のシリーズ
主なものを挙げる。
- 地球の歩き方 ポケット
- 地球の歩き方 リゾート

リゾート地に特化したガイド本で、24種類が発刊または発刊予定となっている。地域別に発刊しているもののほか、同一または近隣地域でも目的（子ども同伴、ドライブ目的など）に応じて複数種類を発刊している地域もある。このほか、対象を特化（テーマパーク、スクーバダイビングなど）したものも発刊されている。
- 地球の歩き方 MOOK
- 地球の歩き方 旅の会話集
- 地球の歩き方 旅する会話術
- 地球の暮らし方
- 成功する留学
- 地球の歩き方 旅の図鑑
- aruco
- 地球の歩き方Plat
- 地球の歩き方　島旅
国内の島旅(離島旅行)のためのガイドブック。
下記のシリーズが刊行されている。
  - 五島列島
    - 福江島、久賀島、奈留島、中通島
    - 若松島、小値賀島、宇久島

  - 奄美大島
    - 喜界島、加計呂麻島

  - 与論島、沖永良部島、徳之島
  - 利尻・礼文
  - 天草
  - 壱岐
  - 種子島
  - 小笠原
    - 父島、母島

  - 隠岐
  - 佐渡
  - 宮古島
    - 伊良部島、下地島、来間島
    - 池間島、多良間島、大神島

  - 久米島
    - 渡名喜島

  - 小豆島
  - 直島・豊島
    - 女木島、男木島、犬島

  - 伊豆大島・利島
  - 新島・式根島・神津島
  - 沖縄本島周辺15離島
    - 伊平屋島、野甫島、伊是名島、伊江島
    - 水納島、津堅島、久高島、粟国島、渡名喜島
    - 座間味島、阿嘉島、慶留間島、渡嘉敷島
    - 北大東島、南大東島

  - たけとみの島々
    - 竹富島、西表島、波照間島、小浜島
    - 黒島、鳩間島、新城島、由布島、加屋真島

  - 淡路島
  - 石垣島
    - 竹富島、西表島、小浜島
    - 由布島、新城島、波照間島

  - 対馬
  - 島旅ねこ　にゃんこの島の歩き方
    - 田代島、青島、祝島、池島
    - 佐柳島、男木島、相島、久高島
    - 真鍋島、睦月島、湯島、竹富島

## コラボ企画物
他社（の作品）とコラボレーションすることもある。
- 『地球の歩き方 ムー 異世界の歩き方』 - 『ムー』（社長の元職場）とのコラボ。2023年、第54回星雲賞ノンフィクション部門を受賞した。
- 『地球の歩き方 ムーJAPAN 神秘の国の歩き方』 - 『ムー』とのコラボ第2弾で、日本編となる。
- 『地球の歩き方 JOJO ジョジョの奇妙な冒険』 - 『ジョジョの奇妙な冒険』とのコラボ
- 『豆ガシャ本 「地球の歩き方」』 - バンダイの豆ガシャ本シリーズより4種刊行
- 『地球の歩き方 宇宙兄弟 We are Space Travelers!』 - 『宇宙兄弟』とのコラボ
- 「サッポロ一番 地球の歩き方 台湾 担仔麺風」 - 2024年4月22日、サンヨー食品が発売[12][13]
- 『地球の歩き方おにぎりシリーズ』[14][15][16] - ミツハシライスとのコラボ
- 『地球の歩き方 ディズニーの世界：名作アニメーション映画の舞台』 - 『ディズニー』とのコラボ
- 『THEひとつまみ【地球の歩き方監修シリーズ】』[17][18] - 岩塚製菓とのコラボ
- 『地球の歩き方 ポケモンGOルートの歩き方』[19] - 『Pokémon GO』とのコラボ
- 『ゴー☆ジャスの地球の学び方』 - お笑い芸人ゴー☆ジャスとの公式コラボレーション本

## 他言語版
韓国語版
大韓民国では『世界を行く』（Segyereul ganda 세계를 간다）を、RH korea社（旧ランダムハウスコリア社←中央M&B社、中央日報系列）が版権を得て翻訳のうえ発刊している。
中国語版
中華人民共和国では『走遍全球』（中文表記: 走遍全球）を、株式会社ヴァレンタインと中国での合弁走編全球文化伝播有限公司が版権を得て翻訳のうえ簡体字中国語で発刊している。
中華民国（台湾）では『地球の歩き方』（正体字: 地球步方）を、2009年から墨刻出版（正体字: 墨刻出版）が版権を得て翻訳のうえ繁体字中国語で発刊している。

## 関連するテレビ番組

### 当ガイドブックの協力を得て制作された主な番組
- クイズ地球の歩き方（ABC制作・テレビ朝日系列、1989年3月 - 1990年3月）
- エプソンスペシャル 地球の歩き方（テレビ朝日系列、単発特別番組枠「サンデープレゼント」で2007年 - 2009年にかけて年数回放送）
- 地球の歩き方35周年記念 アメリカ横断!食の大冒険紀行（BS朝日、2014年9月）[20]
- ドラマ 地球の歩き方（テレビ大阪・BSテレ東「真夜中ドラマ」枠、2023年1月14日〈13日深夜〉から放送予定）

この他、『水曜どうでしょう』（北海道テレビ）とのコラボレーションとして、「一番くじ 水曜どうでしょう 旅のカリスマ」（BANDAI SPIRITS）の景品用に「水曜どうでしょう×地球の歩き方 上下巻」が制作された。これは同番組の海外ロケで当ガイドブックを用いることが多いことからによるもので、同書では「ヨーロッパ21カ国完全制覇シリーズ」を題材に制作されている。その後2020年10月から新作「21年目のヨーロッパ21ヵ国完全制覇」の放送開始にあたり、新作の内容も加味した改訂版を制作、上巻が同年12月に、下巻が2021年4月にHTBオンラインショップやローソンなど販路限定で発売されている。2022年12月14日には、原付の旅シリーズを題材として日本国内での3作を元とした「原付の旅「日本列島制覇」編」と原付ベトナム縦断1800キロを元とした「原付の旅「ベトナム縦断」編」を発売予定。
2022年6月30日発売の日本国内版書籍「地球の歩き方 J05 北海道」では、「どさんこワイド179」（札幌テレビ）とコラボレーションして番組独自の北海道内の観光情報の提供や番組出演アナウンサーのお勧め観光情報などの記事を盛り込み、また書籍と連動した観光映像の配信を実施。

### 地球の歩き方復活についての番組
- 日経スペシャル ガイアの夜明け（2022年8月5日、テレビ東京）- 地球の歩き方の復活にかける戦略について取り上げられた。[26]
- 日経スペシャル カンブリア宮殿 ガイドブックから旅の図鑑まで　伝統ガイドブックの復活劇（2023年7月13日、テレビ東京）- 地球の歩き方社長 新井邦弘出演[27][28]。

## テレビドラマ
テレビ大阪・BSテレビ東京・BSテレビ東京4Kの「真夜中ドラマ」枠で2024年1月14日（13日深夜）から3月31日（30日深夜）まで放送された。全12話。
旅好き芸能人たちが『地球の歩き方』編集部から「特集を組んで欲しい」と依頼を受け、現地へ旅立つことから始まるストーリーとなる。
韓国、タイ、サイパン、ニュージーランドの計4か国を4人の芸能人ライターがそれぞれ1つの国を担当し、実在する人物に話を聞いたり、実在の場所に訪れるなど、自らの取材を通じてその国の新たな魅力を発見し、オリジナル特集ページを完成させていく作品となっている。1つの旅につき前中後篇の3話からなる。
有料動画配信サイト『Lemino』にて1週間独占先行配信されるほか、無料公式テレビポータル『TVer』にて1週間の見逃し配信を行う予定。
また「ドラマ 地球の歩き方」DVD-BOXが2024年8月2日に発売されることが発表された。
2025年2月8日16時から、「地球の歩き方SP inベトナム」は特別編としてテレビ東京系にて放送された。

### 受賞
釜山国際映画祭「アジアコンテンツアワード＆グローバルOTTアワード2024」
- ライジングスター賞 - 三吉彩花[32]

### キャスト
- 三吉彩花[33]
- 森山未來[33]
- 松本まりか[33]
- 森山直太朗[33]

### スタッフ
- 原案 - 『地球の歩き方』（株式会社地球の歩き方）
- 監督 - 菅井祐介、永岩祐介
  - SP - 菅井祐介
- 構成 - 竹村武司
- オープニングテーマ - Tempalay 「今世紀最大の夢」（unBORDE / Warner Music Japan）[34]
- エンディングテーマ - MONKEY MAJIK「The Good Life」（A.S.A.B）[35]
  - SP - YONA YONA WEEKENDERS「あたらしい旅」（SPEEDSTAR RECORDS / Victor Entertainment）[31]
- 音楽 - 冨田ラボ
- プロデューサー - 高柳亮博、石田雄作、石川竜輝
- プロデュース - 岡本宏毅
- 制作 - テレビ大阪、テレコムスタッフ
- 製作著作 - ドラマ「地球の歩き方」製作委員会

### 放送日程
| 各話   | 放送日         | サブタイトル                                                    | 旅人（主演） | 監督     |
| ------ | -------------- | --------------------------------------------------------------- | ------------ | -------- |
| 第1話  | 2024年 1月14日 | オモニと韓国グルメ&サウナ “海外旅行のバイブル”まさかのドラマ化! | 三吉彩花     | 菅井祐介 |
| 第2話  | 1月21日        | 韓流スター御用達!エステ&韓服 オモニ探しに新展開                 | 三吉彩花     |          |
| 第3話  | 1月28日        | 生き別れたオモニはどこに? 韓国のリゾート・チェジュ島へ          | 三吉彩花     |          |
| 第4話  | 2月04日        | ド迫力!タイの最前線アート バンコクで初の作品制作!?              | 森山未來     |          |
| 第5話  | 2月11日        | 驚愕!アカ族の食生活 謎の男は一体?チェンライで波乱の展開…        | 森山未來     |          |
| 第6話  | 2月18日        | 予想外すぎる結末…至福のリゾートで一体何が!?                     | 森山未來     |          |
| 第7話  | 2月25日        | サイパンに宿る精霊?腕にできた謎のアザ…                          | 松本まりか   |          |
| 第8話  | 3月03日        | 地上の楽園!シャーマン登場で精霊の正体が明らかに…                | 松本まりか   |          |
| 第9話  | 3月10日        | 七色のビーチと精霊 島に残る戦争の記憶                           | 松本まりか   |          |
| 第10話 | 3月17日        | キャンピングカーで巡るマオリの聖地                              | 森山直太朗   |          |
| 第11話 | 3月24日        | さくら独唱 NZに響く思い出の一曲                                 | 森山直太朗   |          |
| 最終話 | 3月31日        | 新曲誕生!戦いの舞踊ハカと森の父                                 | 森山直太朗   |          |

- 第7話は前日放送の『世界卓球2024 女子団体決勝　 日本× 中国』中継（19:54 - 23:54）に伴い66分繰り下げられ、2時01分 - 2時31分に放送された。
- 第8話は前日放送の『サタデーナイトJ 1時間SP』（23:30 - 0:30）に伴う特別編成の関係で30分繰り下げられ、1時25分 - 1時55分に放送された。
- 最終話は前日放送の『出没!アド街ック天国』（21時 - 22時9分）に伴う特別編成の関係で15分繰り下げられ、1時10分 - 1時40分に放送された。

| 各話 | 放送日         | サブタイトル                                          | 旅人（主演） |
| ---- | -------------- | ----------------------------------------------------- | ------------ |
| SP   | 2025年 2月08日 | 絶景×秘境メシ探訪!玉城ティナが美食大国ベトナムを歩く― | 玉城ティナ   |

### ネット局
（テレビ大阪・BSテレビ東京以外）
- 宮城テレビ放送（2024年1月19日未明〈18日深夜〉-4月5日未明〈4日深夜〉）金曜（木曜深夜）0:59-1:29
- 福島中央テレビ（2024年1月20日-4月6日）土曜10:00-10:30
- テレビ新潟放送網（2024年1月21日未明〈20日深夜〉-4月7日未明〈6日深夜〉）日曜（土曜深夜）1:35-2:05
- テレビ愛知（2024年1月17日未明〈16日深夜〉-4月3日未明〈2日深夜〉）水曜（火曜深夜）1:30-2:00
- ぎふチャン（2024年1月20日未明〈19日深夜〉-4月13日未明〈12日深夜〉）土曜（金曜深夜）0:30-1:00
- びわ湖放送（2024年1月20日-4月6日）土曜23:30-24:00
- テレビ和歌山（2024年1月18日未明〈17日深夜〉-4月4日未明〈3日深夜〉）木曜（水曜深夜）0:00-0:30
- テレビ熊本（2024年1月21日〈20日深夜〉-4月14日未明〈13日深夜〉）日曜（土曜深夜）1:20-1:50

### ネット配信
| 配信開始月 | 配信サイト     | 配信料金     | 備考          |
| ---------- | -------------- | ------------ | ------------- |
| 2024年1月  | TVer           | 広告付き無料 | 見逃し配信    |
| 2024年1月  | ネットもテレ東 | 広告付き無料 | 見逃し配信    |
| 2024年1月  | Lemino         | 定額制有料   | 1週間先行配信 |

| テレビ大阪・BSテレ東 真夜中ドラマ                | テレビ大阪・BSテレ東 真夜中ドラマ                                          | テレビ大阪・BSテレ東 真夜中ドラマ          |
| 前番組                                           | 番組名                                                                     | 次番組                                     |
| ------------------------------------------------ | -------------------------------------------------------------------------- | ------------------------------------------ |
| 猫カレ -少年を飼う- （2023年10月8日 - 12月24日） | ドラマ 地球の歩き方 （2024年1月14日 - 3月31日） - この作品をもって一旦廃枠 | バツコイ （2024年10月20日 - 2025年1月5日） |
| BSテレ東 日曜 0:00 - 0:30                        |                                                                            |                                            |
| 猫カレ -少年を飼う-                              | ドラマ 地球の歩き方                                                        | 怪獣8号                                    |
| テレビ大阪 日曜 0:55 - 1:25                      |                                                                            |                                            |
| 猫カレ -少年を飼う-                              | ドラマ 地球の歩き方                                                        | ホメられたい僕の妄想ごはん （再放送）      |

## その他
- 2023年発売のコンピュータゲーム『桃太郎電鉄ワールド 〜地球は希望でまわってる!〜』の監修を担当している。